# Ізабелла Орлеанська (1878—1961)
Ізабелла Орлеанська (фр. Isabelle d'Orléans), повне ім'я Ізабелла Марія Лаура Мерседес Фердінанда Орлеанська (фр. Isabelle Marie Laure Mercédès Ferdinande d'Orléans), (нар. 7 травня 1878 — пом. 21 квітня 1961) — французька принцеса з Орлеанського дому, донька графа Паризького Луї-Філіпа та принцеси Марії Ізабелли Орлеанської, дружина принца Жана Орлеанського, претендента на французький престол.
Більшу частину життя провела в Марокко.

## Біографія
Ізабелла народилася 7 травня 1878 року в палаці Е у Франції. Вона була п'ятою дитиною та третьою донькою родині графа Паризького Луї-Філіпа та його дружини Марії Ізабелли Орлеанської. Дівчинка мала старших сестер Амелію та Єлену й брата Філіпа. Ще один брат помер до її народження. Згодом родина поповнилася ще двома синами та донькою.
Ізабеллу в колі родини називали «Міу». Мешкало сімейство в палацах Е та Рандану, мало у своєму віданні замок Амбуаз, а під час знаходження у Парижі вони жили на першому поверсі готелю Матіньйон.
Після заручин принцеси Амелії у 1886 році родина знову була вислана із Франції. Надалі проживали у Великій Британії та Іспанії. Оскільки закон про вигнання стосувався лише потенційних спадкоємців престолу і при цьому діяв салічний закон, Ізабелла згодом могла повертатися до батьківщини. Подорослішавши, вона стала вродливою дівчиною, на яку звертало увагу чимало залицяльників. Найвідомішим з них був принц Бельгії Альберт. Влітку 1898 він просив дозволу на шлюб з Ізабеллою, його навіть підтримав батько, Філіпп Фландрський. Однак, через небажання свого дядька Леопольда II псувати відносини із Францією, Альберту довелося відмовився від ідеї заручин із французькою принцесою у вигнанні..
Ізабелла у віці 21 року стала дружиною свого кузена, 25-річного принца Жана Орлеанського. Весілля пройшло у Твікенемі 30 жовтня 1899. У подружжя народилося четверо дітей. Проживала родина у Парижі та Ле-Нувіон-ан-Тьєраш. У 1909 переїхали до Марокко, де оселилася у портовому місті Лараш, придбавши місцеві землі. Доки не був збудований іхній палац, мешкали у місцевих глиняних будівлях. До 1911 року вони жили відносно спокійно, допоки не спалахнуло повстання Мауля Абд аль-Хафіз ібн аль-Хасана. Тоді від рук берберів загинули десятки європейців по всій країні. Зрештою, в Марокко був встановлений французький протекторат. Сім'я вирішила залишитися в Лараші, але завжди була готова покинути місто та, задля власної безпеки, тримали вдома зброю.
Зі встановленням протекторату стали жити вільніше, у герцогів де Гіз склалися дружні стосунки з генералом Юбером Ліоте й іспанськими представниками в Ер-рифі. Ізабелла слідкувала за вихованням дітей та особисто навчала їх англійської мови. Також вона володіла німецькою та італійською мовами.

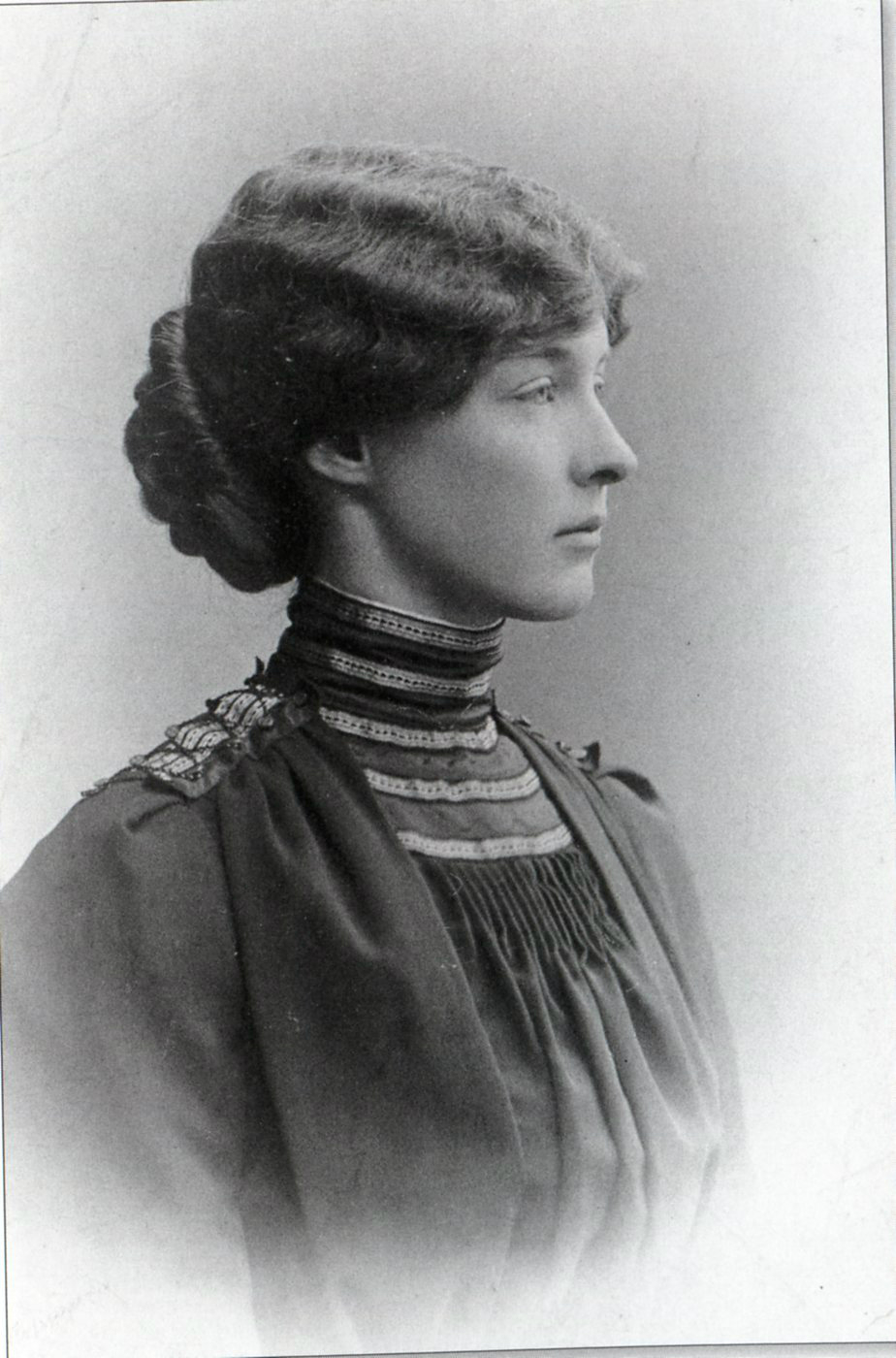
Ізабелла Орлеанська

Родина ніколи не забувала про свої французькі корені. Щоліта Ізабелла та Жан вирушали до Франції, де відвідували матерів. Герцогиня із дітьми якраз гостювали у палаці Рандан, коли почалася Перша світова війна. Звідти вони негайно виїхали до Ларашу. Проте невдовзі повернулися до Парижу. Жан Орлеанський безуспішно намагався піти на фронт, але президент Франції Раймон Пуанкаре особисто відхилив його прохання. Ізабелла із доньками стали медсестрами у Червоному хресті, а замок Рандал був перетворений на військовий шпиталь.
Кілька місяців потому Ізабелла із дітьми повернулися до Марокко, в той час як Жан став делегатом Червоного Хреста на фронті. Через війну більшість прислуги втекло, а сімейна плантація прийшла в запустіння. Герцогиня разом зі старшими доньками сама займалася землеробством, посадкою врожаю та іншими сільськогосподарськими роботами. В кінці війни Жан повернувся додому, проте часто відвідував Францію. Будівництво особняка в Лараші на той час було завершено, і сім'я в'їхала в новий будинок, що отримав назву Палац герцогині де Гіз. 1921 року сімейство зустрічалося із королем сербів, хорватів і словенців Олександром I, майбутнім королем Югославії, який шукав собі дружину і хотів одружитися із Франсуазою. Попри підтримку з боку французького уряду, шлюб не відбувся, а король пізніше одружився із Марією Румунською.
Після смерті у 1926 році старшого брата Ізабелли, Філіпа Орлеанського, Жан став новим претендентом на французький престол. Він вирішив переїхати до Бельгії, де діяло багато французьких монархічних організацій. У той час як її чоловік проводив політичні прийоми, Ізабелла займалася благодійністю. Проте герцогиня з донькою Франсуазою часто поверталися до свого марокканського будинку, де жили по півроку.
З початком Другої світової війни подружжя повернулося в Марокко, де у 1940 і помер Жан. Ізабелла продовжувала благодійну діяльність, відвідувала нужденних, керувала створеним нею притулком для бідних дітей.
Завдяки хорошим відносинам між Орлеанским домом і королівською сім'єю Марокко принцеса із сім'єю отримала дозвіл залишитися в країні після здобуття незалежності у 1956 році.
Померла Ізабелла 21 квітня 1961 в Лараші у віці 82 років. Похована у Королівській каплиці в Дре у Франції.

## Родина
Чоловік — Жан Орлеанський
Дітиː
- Ізабелла (1900—1983) — була двічі одружена, мала чотирьох дітей від першого шлюбу;
- Франсуаза (1902—1953) — дружина грецького принца Христофора, мала сина;
- Анна (1906—1986) — дружина принца Амадея Савойського, мала двох доньок;
- Анрі (1908—1999) — герцог де Гіз, претендент на трон Франції, був одруженим із Ізабеллою Орлеан-Браганса, мав одинадцятеро дітей.